# 拉法街道
拉法街道位于中国吉林省蛟河市北部12公里，拉法河畔。拉法为满语“刺伐”的音转，意为“熊”。交通便利，珲乌高速公路和210省道纵贯境内，长图铁路和拉滨铁路在此交汇，设有拉法站。
1992年设拉法镇。2006年设拉法街道。
1946年，第二次国共内战期间曾在此地进行拉法战役。

## 行政区划
拉法街道下辖以下地区：
拉法社区、拉法村、新兴村、大甸子村、田宝村、大坡村、海青村、宋家村、义和村、爱国村、山咀村、永新村、北大村、常家村、公安村、新乡村、十八垧地村、自强村和向阳村。